# Cecograma
Cecograma é o objeto de correspondência impresso em relevo, para uso dos cegos. Considera-se também cecograma o material impresso para cegos. É isento de todos os preços postais para Serviços básicos e Adicionais, até o limite de 7 kg.